# Mesa-redonda
Mesa-redonda é denominada um tipo de reunião entre pessoas, onde se é discutido um tema ou assunto, sobre o qual todos participantes tem o direito de manifestar suas opiniões de forma democrática, simbolizado por uma mesa redonda.
Esse tipo de reunião também pode ter caráter decisório, onde os membros decidem de forma democrática o destino de algo.
É um encontro entre vários indivíduos unidos em torno de um interesse específico. Durante esta reunião de caráter oral, organizada e orientada por um moderador, é debatida uma temática ou uma matéria por meio de comunicações verbais. Neste agrupamento cada integrante pode expressar seus pensamentos livremente.

## Objetivo
A mesa redonda tem algumas vezes apenas a pretensão de ampliar conhecimentos, discutir conceitos, criar novas direções para determinadas ideias ao permitir que as pessoas exponham  as mais diversas opiniões. Mas em outros momentos ela se transforma em um dispositivo que tem o poder legal de decisão sobre algum tópico importante; nesses casos os participantes têm em mãos a oportunidade de escolher democraticamente o futuro de algo.
Normalmente os membros de uma mesa redonda são criaturas gabaritadas para discorrer sobre determinado tema. O moderador ou coordenador do evento tem a função de dar início à reunião, como nos debates. Ele propõe o assunto que será enfocado e também apresenta os expositores. Em seguida cada um deles lerá um artigo anteriormente elaborado ou discursará sobre o tópico em questão.
No momento seguinte os convidados defrontam seus pontos de vista e depois cedem espaço para as dúvidas e questões da plateia. Quando o tempo se esgota o moderador intervém novamente e conclui o encontro, lembrando sempre a importância dos presentes para o desenvolvimento da reunião.
Não se pode esquecer que esta pessoa tem também a obrigação de elucidar o objetivo desta congregação de especialistas e deixar claro quanto tempo cada expositor tem a sua disposição, bem como a duração total da mesa redonda, entre outras atribuições. Quase sempre há o que se costuma chamar de primeira ‘rodada’, durante a qual cada especialista expõe seu trabalho no prazo combinado; do contrário, o coordenador terá a obrigação de frear sua apresentação.

## Réplicas e tréplicas
No estágio posterior o público pode finalmente fazer seus questionamentos, seja através de perguntas redigidas em um pedaço de papel e entregues aos monitores, que as encaminharão ao moderador, ou verbalmente, quando se dirige diretamente ao convidado que lhe interessa interrogar.
Em algumas mesas-redondas é viável a produção de uma fase de transição, durante a qual os expositores direcionam perguntas uns aos outros e debatem pensamentos discordantes. Só depois são abordados pelos presentes. Mesa Redonda e Painel se distinguem justamente neste ponto.
No painel os convidados discutem apenas entre eles e a plateia só observa o debate, sem poder expressar suas próprias concepções. Trata-se de um encontro entre peritos, os quais comparecem em reduzida quantidade, um organizador e um moderador.